# Scelolyperus nigrocyaneus
Scelolyperus nigrocyaneus là một loài bọ cánh cứng trong họ Chrysomelidae. Loài này được Leconte miêu tả khoa học năm 1879.